# Domnești (gmina w okręgu Ardżesz)
Domnești – gmina w Rumunii, w okręgu Ardżesz. Obejmuje tylko jedną miejscowość Domnești. W 2011 roku liczyła 3201 mieszkańców.